# نیمکو علی
نیمکو علی (سومالیایی: Nimco Cali؛ زادهٔ ۱۹۸۲/۱۹۸۳ (۴۱–۴۲ سال)) کنشگر، فعال اجتماعی و مشاور آموزش مستقل اهل سومالی است. او یکی از بنیانگذاران و مدیر سازمان غیرانتفاعی دختران حوا است.
وی همچنین برندهٔ جوایزی همچون ۱۰۰ زن بی‌بی‌سی شده‌است.

## پیشه
علی قبلاً به‌عنوان یک کارمند دولت کار می‌کرد. او همچنین به عنوان یک فعال حقوق بشر و یک مشاور آموزشی مستقل برای چند سال خدمت کرده‌است. در سال ۲۰۱۰، علی به همراه با یک روان درمانگر لیلا حسین دختران حوا را تأسیس کردند. این سازمان غیرانتفاعی با هدف کمک به زنان و دختران جوان و با تمرکز بر آموزش و افزایش آگاهی‌ها در زمینه آموزش و پرورش پایه‌ریزی شد. علی در سن ۷ سالگی در بیمارستانی در جیبوتی هنگامی‌که همراه با خانواده‌اش در سفر بود تحت عمل جراحی قرار گرفت. او بعدها دچار عوارض بهداشتی شد و به همین منظور مجبور شد جراحی پلاستیک کند.این تجربه و ملاقات با سایر زنانی که از او الهام‌گرفته بودند، او را وادار به کمک به دخترانی کرد که در معرض خطر قرار داشتند و خواستار ریشه‌کنی فلج‌اطفال شد. علاوه بر این علی به‌عنوان هماهنگ‌کننده کمپین شبکه تغییر اجتماعی خدمت کرد. او همچنین به کار نویسندگی پرداخت و در مورد حقوق جنسیتی ملی به‌طور مفصل نوشته‌است. علی در ۱۸ آوریل ۲۰۱۵ در یکی از نشست‌های اولیه یک حزب جدید سیاسی سخنرانی کرد.

## جوایز و افتخارات
در سال ۲۰۱۴، علی و حسین برای دریافت جایزه جامعه / خیریه زن سال ۲۰۱۴ مجله قرمز به عنوان نمایندگان سازمان دختران حوا شرکت کردند. آنها همچنین در ششمین لیست زنان قدرتمند۲۰۱۴ قرار گرفتند. علی در سال ۲۰۱۸یکی از ۱۰۰ زن بی‌بی‌سی بود.